# Kovács András Péter
Kovács András Péter, röviden KAP (Budapest, 1978. március 19. –) Karinthy-gyűrűs magyar humorista, író, a hazai stand-up comedy egyik képviselője és megalapozója, a Dumaszínház társulatának egyik legrégebbi tagja.

## Pályafutása
Kamaszkorában egy ideig pap akart lenni. Középiskolai tanulmányait a József Attila Gimnáziumban és a Budai Ciszterci Szent Imre Gimnáziumban végezte, 1996-ban érettségizett. 2001-ben az ELTE Állam- és Jogtudományi Karán diplomázott, majd 2004-ben elvégezte a doktori programot is. Jogtörténetet és médiajogot tanított a Károli Gáspár Református Egyetemen, jogi informatikai ismereteket az ELTE Informatikai Karán, de humoristakarrierje beindulása után megvált a katedrától.
Előadóként 2003-ban próbálta ki magát először a Komédium Színházban, de a szervezés hiányosságai miatt a társulat hamar feloszlott. Litkai Gergely invitálására 2004-ben csatlakozott az induló Godot Dumaszínház tagjaihoz, ebben az évben kezdte írni a Hócipő humormellékletét, a Gúnygejzírt, aminek öt éven át volt szerzője. 2006-ban megnyerte a Magyar Rádió VIII. Humorfesztiválját, azóta a Rádiókabaré állandó szereplője szerzőként és fellépőként, a Kabaréklubot pedig szóvivőként is segítette. Két évet egy reklám- és műsorgyártó cégnél dolgozott, több televíziós műsorban volt gagman. Már pályája elején, 2008-ban Karinthy-gyűrűvel jutalmazták, melyet nem csak elismerésnek, de megelőlegezett bizalomnak és kihívásnak tekint. Rendszeres fellépője a Showder Klub című műsornak, melynek sokáig ő volt a koordinátora is.
Más humoristákhoz hasonlóan ő is szerepelt Szőke András 2008-ban bemutatott Bakkermann című vígjátékában, ahol ÁNTSZ-ellenőrt alakított. Ugyanebben az évben jelent meg Hadházi Lászlóval, Litkai Gergellyel és Pataki Balázzsal közösen írt könyve, A Föld 99 legkevésbé ismert csodája címmel. Az OTP Bank reklámjaiban is szerepelt. A Dumaszínházhoz tartozó humoristák közül elsőként, 2010-ben, ő jelentkezett tematikus önálló esttel. Az Evolúció című est „másfél órában összegzi a földi élet több milliárd évét, és régóta megválaszolatlan kérdésekre olyan válaszokat ad, amelyek nem igazak, de viccesek”. Ugyanezen év végén jelent meg első regénye, a Multigáz, majd 2011-ben a regény folytatása, a Médialom. 2012-ben mutatta be második önálló estjét Pereputty címmel, amelyet 2015-ben Ősök és utódok címen rögzítettek. 2014-ben addigi legjobb anyagaiból KAPtár címen 47 részes Youtube-sorozatot tett közzé.

## Munkái

### Televízió
- Showder Klub (2008-2017), RTL Klub (előadó, humorkoordinátor)
- Munkaügyek, M1 (író, Litkai Gergellyel és Hadházi Lászlóval)

### Könyvek
- Médiaszabályozás Olaszországban; AKTI, Bp., 2007 (AKTI füzetek)
- Médiszabályozás Franciaországban; AKTI, Bp., 2007 (AKTI füzetek)
- Multigáz Ulpius-ház, 2010. ISBN 9789632540795
- Médialom - Multigáz 2. Ulpius-ház, 2010. ISBN 9789632544465

Társszerzőként
- Hadházi László–Kovács András Péter–Litkai Gergely-Pataki Balázs: A Föld kilencvenkilenc legkevésbé ismert csodája Glória Kiadó, 2008. ISBN 9789639587212

### Film
- Bakkermann, 2008 (ÁNTSZ-ellenőr)

## Magánélete
Bár előadásain visszatérő poénként kerül elő, hogy a felesége titkolni kívánja magánéletük részleteit, ezért erről csak annyit mondhat, hogy „egy fiktív személlyel” él Solymáron, valójában nem solymári lakos. Három gyermekes édesapa.

## Díjai
- Karinthy-gyűrű (2008)

## Portré
- Ez itt a kérdés – Kovács András Péter (2020)

## Külső hivatkozások
- Kovács András Péter a Facebookon